# La Nuit de Varennes
La Nuit de Varennes (Italiaans: Il mondo nuovo) is een Frans-Italiaanse dramafilm uit 1982 onder regie van Ettore Scola. Het scenario is gebaseerd op het gelijknamige boek uit 1982 van de Franse auteur Catherine Rihoit. Het is een historische roman over de Vlucht naar Varennes. De film werd destijds uitgebracht onder de titel De nacht van Varennes.

## Verhaal
De Franse schrijver Restif de La Bretonne ziet in juni 1791, hoe een hofdame van koningin Marie Antoinette in het geheim Parijs verlaat. Hij vermoedt daarom dat de Bourbons de stad ontvlucht zijn. Hij wil getuige zijn van die belangrijke gebeurtenis en zet de achtervolging in. Op zijn weg ontmoet hij allerlei interessante figuren, met wie hij politieke en filosofische discussies voert.

## Rolverdeling
| Acteur                 | Personage                          |
| ---------------------- | ---------------------------------- |
| Jean-Louis Barrault    | Nicolas Edme Restif de La Bretonne |
| Marcello Mastroianni   | Giacomo Casanova                   |
| Hanna Schygulla        | Sophie de la Borde                 |
| Harvey Keitel          | Thomas Paine                       |
| Jean-Claude Brialy     | Monsieur Jacob                     |
| Andréa Ferréol         | Madame Adélaïde Gagnon             |
| Michel Vitold          | De Florange                        |
| Laura Betti            | Virginia Capacelli                 |
| Enzo Jannacci          | Italiaanse artiest                 |
| Pierre Malet           | Émile Delage                       |
| Daniel Gélin           | De Wendel                          |
| Hugues Quester         | Jean-Louis Romeuf                  |
| Dora Doll              | Nanette Precy                      |
| Jean-Louis Trintignant | Monsieur Sauce                     |
| Michel Piccoli         | Lodewijk XVI                       |
| Éléonore Hirt          | Marie Antoinette                   |